# Richfield Springs
Richfield Springs es una villa ubicada en el condado de Otsego en el estado estadounidense de Nueva York. En el año 2000 tenía una población de 1,255 habitantes y una densidad poblacional de 486 personas por km².

## Geografía
Richfield Springs se encuentra ubicada en las coordenadas 42°51′11″N 75°59′15″O / 42.85306, -75.98750.

## Demografía
Según la Oficina del Censo en 2000 los ingresos medios por hogar en la localidad eran de $30,170, y los ingresos medios por familia eran $40,956. Los hombres tenían unos ingresos medios de $29,097 frente a los $20,455 para las mujeres. La renta per cápita para la localidad era de $16,865. Alrededor del 7.1% de la población estaban por debajo del umbral de pobreza.